# 君范千里光
君范千里光（学名：Senecio lingianus）为菊科千里光属的植物，为中国的特有植物。分布于中国大陆的西藏等地，生长于海拔3,600米至4,000米的地区，一般生于疏林或高山灌丛草甸，目前尚未由人工引种栽培。

## 异名
- Senecio myriocephalus Ling ex Y. L. Chen et al. nom. illegit.